# Wolfgang Nowotny
Wolfgang Nowotny (* 7. November 1946 in Grieskirchen) ist ein österreichischer Lehrer und international anerkannter Experte für Schleimpilze. Sein offizielles botanisches Autorenkürzel lautet „Nowotny“.
Nowotny besuchte die Schule in Riedau und Andorf und war nach dem Besuch des bischöflichen Lehrerseminars in Linz (1960 bis 1965) Volksschullehrer in Freistadt und  Zell an der Pram und 1968 bis zur Pensionierung 2001 Hauptschullehrer in Andorf (Unterrichtsfächer Mathematik, Biologie, Technisches Werken). Er lebt in Riedau.
Er befasste sich zunächst mit holzbewohnenden Pilzen und ab 1977 mit Myxomyceten, ab 1985 vor allem mit nivicolen Arten (das heißt solchen, die zur Zeit der Schneeschmelze wachsen und erst nach längerer Zeit unter geschlossener Schneedecke Fruchtkörper bilden).
Er verfasste neben wissenschaftlichen Aufsätzen ein Standardwerk über Schleimpilze mit dem Amtsrichter Hermann Neubert und dem Naturfotografen Karlheinz Baumann, das sie im Eigenverlag herausbrachten (Die Myxomyceten Deutschlands und des angrenzenden Alpenraumes unter besonderer Berücksichtigung Österreichs).

## Schriften
- Beiträge zur Kenntnis der Myxomyceten Oberösterreichs. In: Linzer biologische Beiträge. 1983–1993 (zobodat.at [PDF], zobodat.at [PDF], zobodat.at [PDF], zobodat.at [PDF], zobodat.at [PDF], zobodat.at [PDF], zobodat.at [PDF], zobodat.at [PDF], zobodat.at [PDF]).
- mit Karlheinz Baumann, Hermann Neubert: Die Myxomyceten Deutschlands und des angrenzenden Alpenraumes unter besonderer Berücksichtigung Österreichs. Karlheinz Baumann Verlag, Gomaringen, 3 Bände, 1993, 1995, 2000.